# Kissaviarsuk-33
Timersoqatigiiffik Kissaviarsuk 1933 (Kissaviarsuk-33, K-33) – grenlandzki klub sportowy z siedzibą w Qaqortoq, założony w 1933 roku. W 1969 roku zdobył swoje pierwsze mistrzostwo.

## Osiągnięcia
- Mistrz Grenlandii (6 razy): 1969, 1987, 1988, 1991, 1998, 2003
- Wicemistrzostwo Grenlandii (9 razy): 1970, 1974, 1986[3], 1989, 1993, 1995, 1997, 1999, 2008
- III miejsce Mistrzostw Grenlandii (4 razy): 1978, 1985, 1990, 2007

## Bilans sezon po sezonie

### XXI wiek
| Sezon | Liga                   | Miejsce     |
| ----- | ---------------------- | ----------- |
| 2001  | Angutit Inersimasut GM | 8           |
| 2002  | Sydgrønland            | 2           |
| 2003  | Angutit Inersimasut GM | 1           |
| 2004  | brak danych            | brak danych |
| 2005  | brak danych            | brak danych |
| 2006  | brak danych            | brak danych |
| 2007  | Angutit Inersimasut GM | 3           |
| 2008  | Angutit Inersimasut GM | 2           |
| 2009  | Sydgrønland            | 2           |
| 2010  | Sydgrønland            | 3           |
| 2011  | Angutit Inersimasut GM | 4           |
| 2012  | Sydgrønland            | 3           |
| 2013  | Angutit Inersimasut GM | 5           |
| 2014  | Sydgrønland            | 3           |
| 2015  | Angutit Inersimasut GM | 7           |
| 2016  | brak danych            | brak danych |
| 2017  | Sydgrønland            | 1           |

Etap rozgrywek:
     etap finałowy
     etap regionalny